# Tour de Francia 1923
El Tour de Francia de 1923 fue la decimoséptima edición del Tour de Francia y se disputó entre el 24 de junio y el 22 de julio de 1923, sobre un recorrido de 5.386 km, distribuidos en 15 etapas. La carrera fue ganada por el francés Henri Pélissier, a una velocidad media de 24,233 km/h, y con más de media hora de diferencia respecto al segundo clasificado, el italiano Ottavio Bottecchia, primer italiano y no francófono en vestir el maillot amarillo en la historia del Tour. La victoria de Pélissier fue la primera de un ciclista francés desde que el 1911 Gustave Garrigou ganara el Tour. Desde aquel momento se habían sucedido siete victorias consecutivas de ciclistas belgas. 139 ciclistas tomaron la salida, de los cuales 48 finalizaron la carrera.

## Cambios respecto a la edición anterior
Los ciclistas franceses Henri y Francis Pélissier habían abandonado en 1920 después de que Henri recibiera una penalización por un cambio de neumático. Esto llevó a un enfrentamiento entre ambos y Henri Desgrange, organizador del Tour de Francia, por lo cual los hermanos Pélissier no tomaron parte en las ediciones de 1921 y 1922. 
En 1921 Henri Desgrange escribió en su diario: "Pélissier no sabe sufrir. Él nunca ganará el Tour". 
Con todo, Henri Pélissier era el ciclista francés con más talento de su época; en 1923 había ganado todas las carreras importantes, excepto el Tour de Francia. 
El Tour de Francia había sido dominado por ciclistas belgas en las últimas ediciones, lo que no era bueno para lograr que la carrera despertara más interés entre los franceses. Desgrange sabía que si los Pélissier tomaban parte en el Tour el interés aumentaría, pero no les quería pedir disculpas. Es por ello que Desgrange escribió en L'Auto que Henri Pélissier era demasiado viejo para ganar el Tour de Francia, y que seguramente nunca más volvería a tomar parte en el Tour de Francia. Esto espoleó a Pélissier para tomar parte del Tour de 1923.
En el Tour de Francia de 1922 Hector Heusghem perdió toda posibilidad de ganar la carrera porque recibió una penalización de una hora por hacer un cambio de piezas ilegal en su bicicleta. 
Las normas sobre reparaciones de la bicicleta fueron modificadas en 1923: la asistencia técnica de los directores de equipo fue permitida. Lo que aún no estaba permitido era intercambiar piezas con otros ciclistas. Otra novedad fue la introducción de bonificaciones para los vencedores de etapa, en esta ocasión de dos minutos.

## Participantes
En los años precedentes los ciclistas habían sido divididos en dos clases, los que tenían patrocinador y los que no. En 1923 este sistema se cambió, empleándose tres categorías: la "primera categoría", los mejores ciclistas, la "segunda categoría", ciclistas de menor nivel, pero aún patrocinados, y los  touriste-routiers , casi amateurs. 
Los patrocinadores, que habían unido fuerzas en los Tours disputados desde el final de la Primera Guerra Mundial bajo el nombre de  La Sportive , en estos momentos ya se encontraban en una situación financiera suficientemente estable como para tener los sus propios equipos. El Automoto, patrocinador del equipo de los hermanos Pélissier, tenía intereses comerciales en Italia, por lo que quería tener ciclistas italianos en el equipo. Fueron contratados varios ciclistas italianos, pero solo Ottavio Bottecchia, que había pasado al profesionalismo el año anterior, se presentó en Francia. El patrocinador decidió que su plan de marketing no podía funcionar con un solo ciclista italiano, por lo que quería que Bottecchia se volviera a casa. Con todo, en el último instante, se le permitió permanecer en el equipo.

## Recorrido
El Tour de Francia de 1923 utilizó el mismo formato que se venía utilizando desde 1910, y que continuaría hasta el 1924: quince etapas con un recorrido superior a los 5.000 km, siguiendo el perímetro de Francia con el sentido contrario a las agujas del reloj , con salida y llegada en París. Respecto a la edición anterior no se produjo ninguna modificación en las etapas.

## Desarrollo de la carrera

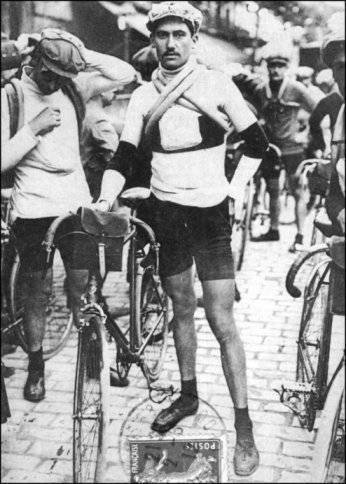
Henri Pélissier, vencedor del Tour de Francia de 1923, el 1919

La primera etapa fue ganada por Robert Jacquinot, el cual ya había ganado la primera etapa de la edición anterior del Tour. En la segunda etapa Ottavio Bottecchia, en ese momento todavía un italiano poco conocido, logra la victoria al esprint. Bottecchia había finalizado en segunda posición la primera etapa, y pasó a liderar la carrera; fue el primer italiano en vestirse con el maillot amarillo.
En la tercera etapa los hermanos Pélissier empiezan a mostrar su buen estado de forma. La etapa fue ganada por Henri, con Francis en segunda posición. Bottecchia, con un neumático desinflado tras 300 kilómetros de etapa, perdió 37 segundos en la línea de meta.
En la cuarta etapa Henri Pélissier fue sancionado con dos minutos de penalización por lanzar un neumático.  Bottecchia tuvo varios pinchazos y perdió el liderato en favor de Romain Bellenger.
Al paso por los Pirineos, y hasta llegar a los Alpes, el francés Jean Alavoine fue el verdadero dominador de la carrera, al ganar tres etapas. En la sexta etapa Robert Jacquinot, más conocido como esprínter, pasó en solitario los tres primeros puertos de montaña del día, la  Aubisque, el Tourmalet y la Aspin. Parecía que ganaría la etapa y alcanzaría el liderato, pero finalmente desfalleció en la ascensión al Peyresourde, cayendo de la bicicleta. Alavoine superó a Jacquinot y consiguió la victoria de etapa, mientras que Bottecchia recuperaba el liderato en Niza, con Alavoine segundo y Henri Pélissier tercero, a casi media hora del líder.
En la décima etapa se superaron tres grandes colosos alpinos: las cimas de Allos, Vars e Izoard. Francis Pélissier corrió con un rodilla lesionada, pero junto con Lucien Buysse dinamitaron la carrera para ayudar a que Henri Pélissier alcanzara el liderato en detrimento de su compañero de equipo Bottecchia. Aunque el paso por el puerto de Vars fue neutralizado, Henri Pélissier ganó la etapa con un amplio margen sobre Alavoine y Bottecchia, consiguiendo el liderato de la carrera. La veteranía de Pélissier le ayudó, ya que vio a Bottecchia corriendo con una relación de marchas inadecuada para las grandes ascensiones del día. Para cambiarlas, Bottecchia habría tenido que desmontar su bicicleta, por lo que Pélissier marchó a toda velocidad, sin que Bottecchia pudiera seguirlo. En la undécima etapa los hermanos Pélissier dejaron atrás a todos los otros ciclistas, y solamente Bellenger pudo estar lo suficientemente cerca, perdiendo menos de 10 minutos. Alavoine tuvo que abandonar por culpa de un accidente, lo que situó a Bottecchia en segunda posición. A partir de este punto, todas las etapas que quedaban eran planas; esto hacía difícil que cualquier ciclista pudiera recuperar los casi 30 minutos que Pélissier tenía de ventaja sobre el inmediato perseguidor, su compañero de equipo Bottecchia.

## Etapas
| Etapa | Fecha       | Recorrido                    | Distancia (km) | Ganador            | Líder              |
| ----- | ----------- | ---------------------------- | -------------- | ------------------ | ------------------ |
| 1.ª   | 24 de junio | París - Le Havre             | 381            | Robert Jacquinot   | Robert Jacquinot   |
| 2.ª   | 26 de junio | Le Havre - Cherburgo         | 371            | Ottavio Bottecchia | Ottavio Bottecchia |
| 3.ª   | 28 de junio | Cherburgo - Brest            | 405            | Henri Pélissier    | Ottavio Bottecchia |
| 4.ª   | 30 de junio | Brest - Les Sables d'Olonne  | 412            | Albert Dejonghe    | Romain Bellenger   |
| 5.ª   | 2 de julio  | Les Sables d'Olonne - Bayona | 482            | Robert Jacquinot   | Romain Bellenger   |
| 6.ª   | 4 de julio  | Bayona - Luchon              | 326            | Jean Alavoine      | Ottavio Bottecchia |
| 7.ª   | 6 de julio  | Luchon - Perpiñán            | 323            | Jean Alavoine      | Ottavio Bottecchia |
| 8.ª   | 8 de julio  | Perpiñán - Tolón             | 427            | Lucien Buysse      | Ottavio Bottecchia |
| 9.ª   | 10 de julio | Tolón - Niza                 | 281            | Jean Alavoine      | Ottavio Bottecchia |
| 10.ª  | 12 de julio | Niza - Briançon              | 275            | Henri Pélissier    | Henri Pélissier    |
| 11.ª  | 14 de julio | Briançon - Ginebra           | 260            | Henri Pélissier    | Henri Pélissier    |
| 12.ª  | 16 de julio | Ginebra - Estrasburgo        | 377            | Joseph Muller      | Henri Pélissier    |
| 13.ª  | 18 de julio | Estrasburgo - Metz           | 300            | Romain Bellenger   | Henri Pélissier    |
| 14.ª  | 20 de julio | Metz - Dunkerque             | 433            | Félix Goethals     | Henri Pélissier    |
| 15.ª  | 22 de julio | Dunkerque - París            | 343            | Félix Goethals     | Henri Pélissier    |

## Clasificación general
| Clasificación general |                    |           |                |                   |
| Ciclista              | Ciclista           | Categoría | Equipo         | Tiempo            |
| --------------------- | ------------------ | --------- | -------------- | ----------------- |
| 1.º                   | Henri Pélissier    | 1         | Autónoto       | 222 h 15 min 30 s |
| 2.º                   | Ottavio Bottecchia | 1         | Automoto       | + 30 min 41 s     |
| 3.º                   | Romain Bellenger   | 1         | Peugeot–Wolber | + 1 h 04 min 43 s |
| 4.º                   | Hector Tiberghien  | 1         | Peugeot–Wolber | + 1 h 29 min 16 s |
| 5.º                   | Arsène Alancourt   | 1         | Armor          | + 2 h 06 min 40 s |
| 6.º                   | Henri Collé        | 2         | Griffon        | + 2 h 28 min 43 s |
| 7.º                   | Léon Despontin     | 1         | Peugeot–Wolber | + 2 h 39 min 49 s |
| 8.º                   | Lucien Buysse      | 1         | Automoto       | + 2 h 40 min 11 s |
| 9.º                   | Eugène Dhers       | 2         | Armor          | + 2 h 59 min 09 s |
| 10.º                  | Marcel Huot        | 1         | Griffon        | + 3 h 16 min 56 s |

| Clasificación final (11–48) |                     |           |                  |                    |
| Ciclista                    | Ciclista            | Categoría | Equipo           | Tiempo             |
| --------------------------- | ------------------- | --------- | ---------------- | ------------------ |
| 11.º                        | Joseph Muller       | 1         | Peugeot–Wolber   | + 3 h 26 min 46 s  |
| 12.º                        | Ottavio Pratesi     |           | Touriste-Routier | + 3 h 35 min 06 s  |
| 13.º                        | Félix Goethals      | 1         | Thomann          | + 4 h 21 min 38 s  |
| 14.º                        | Théophile Beeckman  | 1         | Griffon          | + 5 h 00 min 04 s  |
| 15.º                        | Joseph Normand      | 2         | Davy             | + 5 h 09 min 59 s  |
| 16.º                        | Gaston Degy         | 1         | Peugeot–Wolber   | + 5 h 35 min 57 s  |
| 17.º                        | Lucien Rich         | 2         | Christophe       | + 6 h 35 min 06 s  |
| 18.º                        | Paul Duboc          | 2         | Alleluia         | + 6 h 56 min 41 s  |
| 19.º                        | Camille Botte       |           | Touriste-Routier | + 7 h 13 min 56 s  |
| 20.º                        | Georges Cuvelier    | 2         | Lapize           | + 7 h 30 min 47 s  |
| 21.º                        | Benjamin Mortier    | 2         | Christophe       | + 8 h 03 min 43 s  |
| 22.º                        | Alfons Standaert    | 2         | Thomann          | + 8 h 17 min 38 s  |
| 23.º                        | Francis Pélissier   | 1         | Automoto         | + 9 h 43 min 12 s  |
| 24.º                        | Henri Touzard       |           | Touriste-Routier | + 10 h 00 min 00 s |
| 25.º                        | Robert Jacquinot    | 1         | Peugeot–Wolber   | + 10 h 41 min 52 s |
| 26.º                        | Carlo Longoni       | 2         | Christophe       | + 11 h 00 min 47 s |
| 27.º                        | Charles Parel       |           | Touriste-Routier | + 11 h 05 min 53 s |
| 28.º                        | Louis Mottiat       | 1         | Alcyon           | + 12 h 01 min 57 s |
| 29.º                        | Giovanni Rossignoli |           | Touriste-Routier | + 13 h 18 min 28 s |
| 30.º                        | Pierre Hudsyn       |           | Touriste-Routier | + 17 h 20 min 20 s |
| 31.º                        | Edgard Roy          |           | Touriste-Routier | + 19 h 01 min 46 s |
| 32.º                        | Antoine Riera       |           | Touriste-Routier | + 22 h 05 min 39 s |
| 33.º                        | Charles Cento       |           | Touriste-Routier | + 24 h 17 min 53 s |
| 34.º                        | Maurice Arnoult     |           | Touriste-Routier | + 25 h 32 min 25 s |
| 35.º                        | Charles Loew        |           | Touriste-Routier | + 32 h 27 min 02 s |
| 36.º                        | Paul Denis          |           | Touriste-Routier | + 33 h 38 min 43 s |
| 37.º                        | Félix Richard       |           | Touriste-Routier | + 33 h 42 min 23 s |
| 38.º                        | Henri Miège         |           | Touriste-Routier | + 34 h 01 min 56 s |
| 39.º                        | Jean Kienlen        |           | Touriste-Routier | + 35 h 07 min 38 s |
| 40.º                        | Giuseppe Ercolani   |           | Touriste-Routier | + 39 h 45 min 41 s |
| 41.º                        | Alfred Hersard      |           | Touriste-Routier | + 40 h 57 min 43 s |
| 42.º                        | Vincenzo Bianco     |           | Touriste-Routier | + 40 h 57 min 56 s |
| 43.º                        | Giuseppe Ruffoni    |           | Touriste-Routier | + 41 h 58 min 42 s |
| 44.º                        | Georges Kamm        |           | Touriste-Routier | + 42 h 18 min 20 s |
| 45.º                        | Charles Arnulf      |           | Touriste-Routier | + 42 h 59 min 39 s |
| 46.º                        | Marcel Simonet      |           | Touriste-Routier | + 43 h 32 min 35 s |
| 47.º                        | Maurice Protin      |           | Touriste-Routier | + 44 h 53 min 46 s |
| 48.º                        | Danier Masson       |           | Touriste-Routier | + 48 h 31 min 07 s |

## Efectos de la victoria de Pelliser
La victoria francesa fue buena para el diario organizador de la carrera, L'Auto, ya que la tirada del diario aumentó hasta casi medio millón de copias diarias, e incluso al día siguiente de la victoria de Pélissier llegó hasta el millón de ejemplares.
Al terminar la carrera, el vencedor Henri Pélissier declaró que Bottecchia ganaría el siguiente Tour. Esta predicción fue cierta, ya que Bottecchia ganó las ediciones de 1924 y 1925.